# Sibiriskt rådjur
Sibiriskt rådjur (Capreolus pygargus) liknar utseendemässigt det europeiska rådjuret men är tydligt större, och dess utbredningsområde är endast något överlappande söder om Ural men i övrigt östligare. Det är närbesläktat med rådjuret och båda arter bildar släktet Capreolus.

## Utseende
Det sibiriska rådjuret är 125 till 145 centimeter långt, har en mankhöjd av 80 till 95 centimeter och en vikt på 32 till 48 kilogram. Förutom den större storleken skiljer sig arten från vanligt rådjur genom större horn och en mera rödaktig pälsfärg på sommaren. Dessutom är en körtel hos sibiriskt rådjur täckt av rött hår medan den hos europeiskt rådjur är täckt av mörkbrunt hår.

## Utbredning
Utbredningsområdet sträcker sig från floderna Don och Khopjor samt norra Kaukasus över södra Ural, Kazakstan och södra Sibirien till norra och mellersta Kina samt Mongoliet och Korea.

## Ekologi
Sibiriskt rådjur lever främst i skogar med gräs som undervegetation men även på gräsland med tillräckligt många träd och buskar där det kan gömma sig. I bergstrakter når arten 3300 meter över havet. Det är inte mycket känt om artens ekologi men den antas ha samma beteenden som det europeiska rådjuret. Sibiriskt rådjur är främst aktiv mellan skymningen och gryningen. Individerna lever under sommaren vanligen ensamma (förutom vid parningen) och under vintern syns ofta grupper av hanar och honor med 20 till 30 medlemmar. I några delar av utbredningsområdet vandrar rådjuren flera kilometer (upp till 200 km) mellan sommar- och vinterreviren och för dessa vandringar sammansluter sig flera flockar till stora hjordar med upp till 500 individer. Under parningstiden (juli till september) skapar hannarna revir som de markerar med körtelvätska. Territoriet försvaras mot artfränder av samma kön. Revirets storlek går upp till 170 hektar. 
Det befruktade ägget vilar vanligen en tid innan den egentliga dräktigheten börjar. Dräktigheten varar 6 till 10 månader och i maj eller juni föds sedan ett eller två ungdjur. Sällan har kullen upp till fyra ungar. Ungarna väger vid födelsen 1,5 till 2,5 kg och har liksom kid av europeiskt rådjur ljusa prickar på kroppen. Ungarna börjar redan efter 5 till 10 dagar med fast föda men de diar samtidig sin mor tills de är fyra eller fem månader gamla. Några veckor innan nästa kull föds måste de lämna modern.
Födan utgörs av vegetabiliska ämnen som gräs, örter, bark och kvistar.

## Hot och status
På grund av jakt minskade beståndet betydligt men till följd av det stora utbredningsområdet räknas arten inte som hotad. Enligt en uppskattning från 1995 ligger hela populationen vid en miljon individer.